# Mario Bacher
Mario Bacher (Formazza, 6 settembre 1941 – Verbania, 16 luglio 2014) è stato un fondista, combinatista nordico e scialpinista italiano.

## Carriera
Uno dei principali traguardi di Mario Bacher è stato quello raggiunto durante i X Giochi olimpici invernali tenuti in Francia, dove ha partecipato come sciatore di fondo piazzandosi 12º nella gara sui 50 km, 1º tra gli sciatori italiani. Partecipa ai Campionati mondiali di sci nordico 1966 in Norvegia e ai Campionati mondiali di sci nordico 1970 in Cecoslovacchia. Si è inoltre aggiudicato il terzo posto (a pari merito con Lino Jordan e Franco Ceroni) nel Trofeo Mezzalama e arrivando a vincere la Coppa Italia nel 1972.
Sia nel 1966 che nel 1968 si è classificato secondo nel Campionato italiano di sci di fondo maschile (su un percorso di 50 km nel primo caso, di 30 km nel secondo).
Nel 1962 vince la medaglia d'argento al campionato italiano di combinata nordica alle spalle di Enzo Perin.
Per molti anni è stato allenatore della squadra nazionale, istruttore nazionale di sci di fondo nonché uno dei fondatori della scuola italiana di sci nordico.
Bacher è deceduto all'età di 73 anni il 16 luglio del 2014, dopo aver trascorso gli ultimi anni della sua vita ad aiutare il figlio Marco (rimasto vittima di un grave incidente fuori dalla loro casa, e che lo ha fatto cadere in un grave stato comatoso). Nel settembre dello stesso anno, il consiglio provinciale della FISI VCO (in comune accordo con l'amministrazione del comune di Formazza e la famiglia dello sciatore) ha deciso di istituire un nuovo trofeo dedicato allo stesso Bacher.